# Graeme Clark

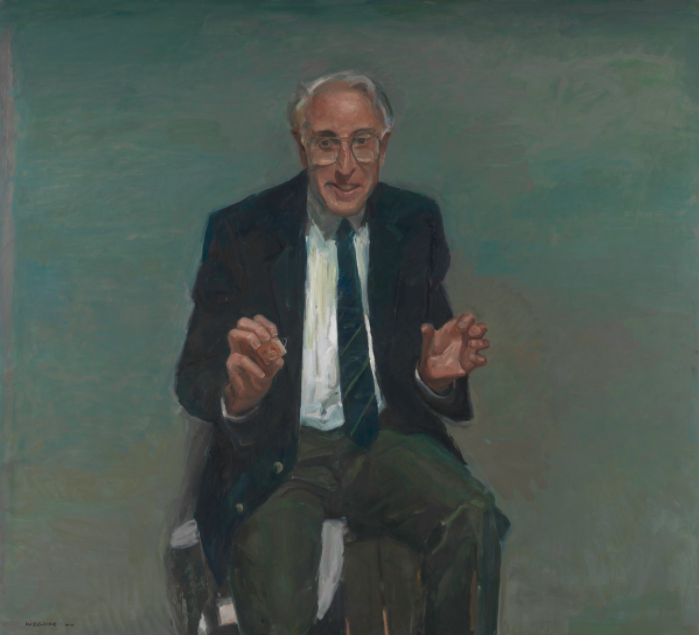
Graeme Clark, Porträtbild von Peter Wegner, 2000. National Portrait Gallery (Canberra)

Graeme Milbourne Clark (* 16. August 1935 in Australien) ist ein australischer HNO-Arzt und Chirurg, der wesentlich an der Entwicklung des Cochleaimplantats beteiligt war.

## Leben und Werk
Clark wollte schon früh in die Hals-Nasen-Ohren-Heilkunde, nachdem er als Jugendlicher miterlebte, wie sein Vater ertaubte. Er studierte Medizin an der Universität Sydney (Bachelor-Abschluss für Medizin, Bachelor in Medizin, MBBS 1957). 1961 setzte er seine Ausbildung in Großbritannien fort und ging ans Royal National Throat, Nose and Ear Hospital. Nach der Rückkehr nach Australien hatte er mit Kollegen eine Hals-Nasen-Ohren-Praxis in Melbourne. Er ging aber bald darauf (1966) an die University of Sydney, um am Cochleaimplantat zu forschen. 1969 wurde er promoviert (Mittelohr und neurale Hörfunktionen und in der Behandlung von Taubheit) und erwarb im selben Jahr seinen Master-Abschluss in der Chirurgie. 1970 wurde er Professor an der University of Melbourne (Professor für Kehl- und Ohrenheilkunde und Leiter dieser Abteilung). 2004 ging er hier in den Ruhestand.
1970 war er maßgeblich an der Gründung der Deafness Foundation of Victoria beteiligt. Die Entwicklung der Cochleaimplantate geschah in Australien bei der 1981 gegründeten Firma Cochlear. 1983 gründete er das Bionic Ear Institute und wurde dessen Direktor.
Clark zeigte, dass mit wenigen Elektroden in der Schnecke (Cochlea) im Innenohr durch Reizung der zuständigen Nerven ein Höreindruck erzeugt werden konnte. 1978 erfolgte am Royal Victorian Eye and Ear Hospital die ersten Cochleaimplantatation durch ihn und Brian Pyman an dem Patienten Rod Saunders, der sein Gehör mit 46 Jahren verloren hatte. An ihm konnte nun die richtige Signaleinstellung für das Cochleaimplantat studiert werden, wobei er mit seinem Post-Doktoranden Yit Chow Tong zusammenarbeitete. Die Entwicklung verlief erfolgreich und 1982 begannen klinische Tests. 1985 begann er auch mit Implantaten an Kindern und 1990 erhielten die Cochleaimplantate eine Genehmigung durch die US-amerikanische FDA.

## Auszeichnungen
1985 erhielt er den Wissenschaftspreis des australischen Premierministers. 1997 wurde er Offizier und 1999 Mitglied des Order of Australia. 2004 wurde er Fellow der Royal Society und 1998 der Australischen Akademie der Wissenschaften. 2004 wurde er mit dem Prime Minister’s Prizes for Science ausgezeichnet, 2007 mit dem Zülch-Preis, 2010 mit der Lister-Medaille, 2013 mit dem Lasker~DeBakey Clinical Medical Research Award und 2014 mit dem Russ Prize der National Academy of Engineering. Auf dem 13. Internationalen Kongress für Cochlea-Implantate 2014 in München erhielt er in Anerkennung seines Lebenswerks den „Hear For Life Award“ von der Fachzeitschrift Otology überreicht.

## Schriften
- Cochlear Implants: Fundamentals and Applications. Springer, 2003
- Sounds from Silence, Allen and Unwin. Sydney, 2000 (Autobiographie)